# Mimostedes
Mimostedes is een kevergeslacht uit de familie van de boktorren (Cerambycidae). De wetenschappelijke naam van het geslacht werd voor het eerst geldig gepubliceerd in 1955 door Breuning.

## Soorten
Mimostedes omvat de volgende soorten:
- Mimostedes birmanus Breuning, 1958
- Mimostedes meneghettii Breuning, 1958
- Mimostedes affinis Breuning, 1965
- Mimostedes basilewskyi Breuning, 1955
- Mimostedes decellei Breuning, 1968
- Mimostedes fuscosignatus Breuning, 1956
- Mimostedes fuscus Breuning, 1967
- Mimostedes mirei Breuning, 1977
- Mimostedes sudanicus Breuning, 1955
- Mimostedes trivittipennis Breuning, 1956
- Mimostedes ugandicola Breuning, 1955
- Mimostedes vagemaculatus Breuning, 1970